# Manx (Sprache)
Manx (andere Bezeichnungen Gaelg, Gailck, Manx-Gälisch, eigene Bezeichnung Gaelg Vanninagh) ist die im 20. Jahrhundert als Erstsprache vorübergehend ausgestorbene gälische (inselkeltische, q-keltische, goidelische) Sprache auf der Isle of Man. Nächste Verwandtschaft hat sie mit dem Irischen und dem Schottisch-Gälischen. Die Sprache hat deutliche skandinavische Einflüsse.

## Geschichte
Noch im 18. Jahrhundert war Manx eine sehr lebendige Sprache mit ca. 20.000 Sprechern – etwa der gesamten damaligen Bevölkerung der Isle of Man.
Dies endete im Jahre 1765, als die Insel vom Königreich Großbritannien annektiert wurde und ein durch politischen und sozialen Druck geförderter Verdrängungsprozess zugunsten des Englischen begann. 1899 wurde zur Erhaltung der Sprache Yn Çheshaght Ghailckagh (Die Manx-Gälische Gesellschaft) gegründet. Bei der Volkszählung 1901 gaben zwar noch 9,1 % der Bewohner der Insel an, Manx zu sprechen, aber bereits zu diesem Zeitpunkt gab es kaum noch Sprecher unter 50 Jahren. Die Gruppe derer, die Manx als Muttersprache beherrschten, bestand in den 1930ern lediglich aus einer Handvoll Personen. Mit großem Aufwand wurden weitere verbleibende Muttersprachler auf der Insel gesucht, trotzdem wurden im Jahre 1946 lediglich 20 von ihnen gezählt. In den 1950er Jahren begann Yn Çheshaght Ghailckagh damit, Tonbandaufnahmen anzufertigen, um die Originalaussprache zu konservieren. Zu diesem Zeitpunkt lebten noch einige hochbetagte Sprecher. 1974 starb Ned Maddrell, die damals letzte Person, deren Muttersprache Manx war.

## Sprecher
Inzwischen sprechen wieder einige hundert Menschen Manx als Zweitsprache (Volkszählung 1991: 634 Manx-Sprecher von ca. 80.000 Einwohnern der Insel), was auf jahrelange Anstrengungen von Sprachaktivisten zurückzuführen ist, die Sprache wiederzubeleben. So gibt es beispielsweise seit 1992 in allen Schulen der Insel Man für Schüler die Möglichkeit, Manx zu erlernen. Bereits im ersten Jahr besuchten 1400 Schüler die entsprechenden Kurse. Daneben existieren fünf Kindergärten (Mooinjer Veggey) und zwei Volksschulen (Bunscoill Ghaelgagh und Scoill Balley Cottier), in denen Manx Unterrichtssprache ist. Bei der Volkszählung 2011 gaben 1863 Personen an, Manx sprechen, lesen oder schreiben zu können, wobei der Grad der Beherrschung nicht erhoben wurde. Mittlerweile gibt es wieder 28 Muttersprachler, der älteste von ihnen war im Jahr 2005 14 Jahre alt.

## Manx als Schriftsprache
Die ältesten Schriftzeugnisse stammen aus dem 17. Jahrhundert. Es gibt wenig Literatur. 1610 wurde von Bischof John Philipps das Book of Common Prayer ins Manx übersetzt. Die sogenannte Traditionary Ballad, ein längeres Gedicht zur Geschichte der Insel, liegt in einer Version aus dem 18. Jahrhundert vor, ist aber wohl bereits Mitte des 16. Jahrhunderts entstanden. Der Großteil der sonstigen schriftlichen Zeugnisse der Sprache besteht aus verschriftlichten Versionen traditioneller Erzählungen und Lieder.

## Phonologie
| Konsonanten        | Bilabial | Labiodental | Dental / Alveolar | Palatal     | Velar | Labiovelar | Glottal |
| ------------------ | -------- | ----------- | ----------------- | ----------- | ----- | ---------- | ------- |
| Plosiv             | p b      |             | t d               | t' d' k' g' | k g   |            |         |
| Nasal              | m        |             | n                 | ɲ           | ŋ     |            |         |
| Frikativ           |          | f v         | s ʃ               | (ç) (ʝ)     | x (ɣ) |            | h       |
| Approximant        |          |             | r                 | j           |       | w          |         |
| Lateralapproximant |          |             | l                 | ʎ           |       |            |         |

| Vokale                           | Vokale | Vokale |
| -------------------------------- | ------ | ------ |
| i(ː)                             |        | u(ː)   |
| e(ː)                             | ə*     | o(ː)   |
|                                  | a(ː)   |        |
| aj ej əj oj uj aw ew ow əw iə uə |        |        |

(*) Wird eine Silbe mit /ə/-Phonem sekundär gelängt, so kann das /ə/ als [øː] realisiert werden.